# Луцик Олександр Романович
Олександр Романович Луцик (13 жовтня 1972, с. Білозірка, Тернопільська область — 21 квітня 2022 року біля с. Новобахмутівка, Донецька область, Україна) — український військовослужбовець Збройних сил України, учасник російсько-української війни.

## Життєпис
Олександр Луцик народився 13 жовтня 1972 року в селі Білозірці, нині Лановецької громади Кременецького району Тернопільської области України.
Закінчив Шумське професійно-технічне училище.
Проживав в селі Обичі та Залісцях на Тернопільщині. Після служби в армії працював водієм, згодом електриком.
З початком російського вторгнення в Україну 2022 року був мобілізований. Загинув 21 квітня 2022 року біля с. Новобахмутівка на Донеччині. Похований 15 травня 2022 року в селі Залісцях Шумської міської громади Кременецького району на Тернопільщині.
Залишилася дружина та троє дітей.

## Нагороди і вшанування
- орден «За мужність» III ступеня (посмертно)[2]
- Почесний громадянин Шумської міської територіальної громади (посмертно)[3]